# Vuko Borozan
Vuko Borozan, né le 9 avril 1994 à Cetinje, est un joueur de handball monténégrin évoluant au poste d'arrière gauche.

## Palmarès

### En club
compétitions internationales
- Vainqueur de la Ligue des champions (2) : 2017, 2019
- Vainqueur de la Ligue SEHA (3) : 2017, 2018, 2019

compétitions nationales
- Vainqueur du Championnat de Macédoine du Nord (3) : 2017, 2018, 2019
- Vainqueur de la Coupe de Macédoine du Nord (2) : 2017, 2018

### En équipe nationale
- 16e place au Championnat d'Europe 2016,  Pologne